# Centaurea ossaea
Centaurea ossaea — вид квіткових рослин родини айстрових (Asteraceae). Ендемік сх. Греції.

## Середовище
Населяє скелясті схили.

## Морфологічна характеристика
Це напівкущик 8–15 см заввишки. Прикореневі листки черешкові, двічі перисторозсічені, верхні сидячі, перисторозсічені, сегменти вузьколінійні або ланцетні. Квіткова голова поодинока. Філярії бліді. Квітки пурпурові. Період цвітіння: літо.